# Calliphora alaskensis
Calliphora alaskensis är en tvåvingeart som först beskrevs av Shannon 1923.  Calliphora alaskensis ingår i släktet Calliphora och familjen spyflugor. Inga underarter finns listade i Catalogue of Life.